# Tels quels
 (décembre 2017).
Tels quels est une association LGBT belge issue d'un groupe de militants socialistes et de bénévoles homosexuels du Centre de Culture et de Loisirs (CCL) depuis 1979.
Sous le nom d'Antenne rose, ils produisent ensemble, dès 1980,  une émission radiophonique amateur sur les ondes de Radio Air Libre à Bruxelles. Une asbl se crée sous la dénomination Antenne rose qui deviendra plus tard Tels quels.
En 1981, sous l'impulsion de Luc-Daniel Dupire, cette asbl organise le premier Festival du film gay et lesbien de Bruxelles. Antenne Rose édite la même année AR infos, qui devient le Tels Quels Magazine, un mensuel d'information LGBT et qui tente, par sa ligne rédactionnelle, de montrer une image positive de leur mode de vie.
Florence Lambert crée un groupe de parole Parents d’enfant homosexuel.
En 1983, cette association est reconnue comme mouvement régional d'éducation permanente par la Communauté française.
En 1985, un homme politique socialiste bruxellois, Luc Legrand, devient le premier président de Tels quels.
En 1986, l’asbl Antenne Rose s'installe rue du Marché au Charbon et ouvre un lieu de rendez-vous (café-expo), ainsi qu'une permanence juridique et sociale tenue par des bénévoles peu formés au métier d'assistant social, ce qui leur vaut des critiques des professionnels du secteur social et une réputation de CPAS.
Ce n'est qu'en 2005 que le centre reçoit un agrément définitif de la Cocof pour agir en tant que Centre d'action sociale global pour mener un travail social, individuel, collectif et communautaire selon les normes d'un travail social professionnel.
En 2006 l'asbl Tels quels fête ses 25 années d'existence ainsi que les 20 ans de la maison associative. Cette année-là elle organise, avec d'autres associations, la Gay Pride de Bruxelles et le 20e Festival du Film Gay et Lesbien de Bruxelles. Tels Quels est maintenant présent partout en Communauté française de Belgique, sauf dans le Brabant wallon, ce qui devrait changer en 2007[Passage à actualiser].

## Note
1. ↑  FIFA
2. ↑  « Triste nouvelle – Tels Quels » (consulté le 29 juillet 2022)
3. ↑  L'association est reconnue par la Communauté française de Belgique comme mouvement d'éducation permanente et agréée par la Cocof comme un centre d'action social global (CASG).